# Gifuellinae
Gifuellinae es una subfamilia de foraminíferos bentónicos cuyos taxones son incluidos normalmente en la subfamilia Neoschwagerininae, de la familia Neoschwagerinidae, de la superfamilia Fusulinoidea, del suborden Fusulinina y del orden Fusulinida. Su rango cronoestratigráfico abarca el Guadalupiense (Pérmico medio).

## Discusión
Clasificaciones más recientes incluyen Gifuellinae en la superfamilia Neoschwagerinoidea, y en la subclase Fusulinana de la clase Fusulinata.

## Clasificación
Gifuellinae incluye a los siguientes géneros:
- Gifuella †, considerado sinónimo posterior de Colania de la subfamilia Neoschwagerininae
- Gifuelloides †, también considerado en la Subfamilia Neoschwagerininae